# Сакураи, Рэйка
Рэйка Сакураи (яп. 桜井 玲香 Сакураи Рэйка, род. 16 мая 1994, Канагава) — японская певица, актриса, модель и участница японской идол гёрл-группы Nogizaka46. Является капитаном группы.

## Карьера
В 2011 году Мацумура прошла кастинги для первого поколения Nogizaka46. На прослушивании она исполнила песню «Kiss Me» группы Happiness. Она была выбрана в качестве одного из избранных членов для записи дебютного сингла «Guruguru Curtain» и играла главную роль при исполнении этой песни. 22 февраля 2012 года дебютировала как сольная исполнительница. В июне 2012 года была назначена капитаном Nogizaka46. После окончания средней школы поступила в колледж на факультет социологии. В апреле 2013 года вместе с остальными участницами Nogizaka46 появилась в телесериале Bad Boys О. С 25 октября по 9 ноября 2014 года играла в мюзикле Mr.Kaminari вместе с Мисой Это, которая также является членом первого поколения Nogizaka46.

## Появления

### Телесериалы
- Bad Boys J (NTV, 2013), Мария Миасита[10]
- Umi no Ue no Shinryōsho 1 эпизод (Fuji TV, 2013)[11]
- Tenshi no Knife (WOWOW, 2015), официантка кафе/Аюми Нисина[12]
- Hatsumori Bemars (TV Tokyo, 2015), Бунан[13]
- Hana Moyu (NHK, 2015)[14]

### Фильмы
- Bad Boys J: Saigo ni Mamoru Mono (2013), Мария Миасита[15]

### Награды
- Girls Award 2013 A/W[16]

### Театр
- Mr.Kaminari (Sunshine Theatre, 25 октября — 9 ноября 2014), Дореми Усуки[17]
- Subete no Inu wa Tengoku e Iku (AiiA Theater Tokyo, 1 — 12 октября 2015)[18]
- Princess Knight (Akasaka ACT Theater, 12 — 17 ноября 2015), Хикате[19]

### Фотоальбом
- Kikan Nogizaka vol.1 Sōshun (5 марта 2014, Tokyo News Service) ISBN 9784863363878[20]